# ریگ‌آباد (ارومیه)
برای روستایی به این نام در شهرستان سلماس به ریگ‌آباد (سلماس) رجوع کنید.
ریک آباد، روستایی است از توابع بخش صومای برادوست و در شهرستان ارومیه استان آذربایجان غربی ایران.

## جمعیت
این روستا در دهستان صومای شمالی قرار داشته و بر اساس سرشماری سال ۱۳۸۵ جمعیت آن ۲۲۴ نفر (۳۸ خانوار)
بوده است.